# Trieces marlatti
Trieces marlatti är en stekelart som först beskrevs av William Harris Ashmead 1896.  Trieces marlatti ingår i släktet Trieces och familjen brokparasitsteklar. Inga underarter finns listade i Catalogue of Life.